# Маскаланс, Эдгар
Эдгар(с) Маскаланс (латыш. Edgars Maskalāns, 13 апреля 1982 года,Гулбене, Латвия) — латвийский бобслеист. До спортивной карьеры жил в Ирландии. В 2006 году начал карьеру в бобслее. С 2010 года первый пилот команды.
Вице-президент Федерации бобслея Латвии Зинтис Экманис в 2010 г. отмечал хорошую психологическую подготовку и растущий уровень техники Маскаланса. После ухода из сборной Янинса Мининса Маскаланс вместе с О. Мелбардисом стал претендентом на освободившееся место неофициального лидера.
В 2012 году Эдгар Маскаланс завершил карьеру.

## Спортивные результаты
Сокращения: OS — олимпийские игры, PČ — мировой чемпионат, PK — мировой кубок, V. — место.
| Зачет | Дисциплина  | V.  | Год  |
| ----- | ----------- | --- | ---- |
| OS    | Двойка      | 8.  | 2010 |
| OS    | Четверка    | 11. | 2010 |
| PČ    | Двойка      | 16. | 2011 |
| PČ    | Четверка    | 9.  | 2011 |
| PK    | Двойка      | 16. | 2011 |
| PK    | Четверка    | 11. | 2009 |
| PK    | Общий зачет | 13. | 2009 |